# Великие шахматы
|    | a                | b               | c               | d                    | e                           | f                             | g                      | h               | i               | j                |    |  |
| 10 | a10 чёрная ладья | b10 чёрный конь | c10 чёрный слон | d10 чёрный ферзь     | e10 чёрный король           | f10 чёрный перевёрнутый ферзь | g10 чёрный архиепископ | h10 чёрный слон | i10 чёрный конь | j10 чёрная ладья | 10 |  |
| 9  | a9 чёрная пешка  | b9 чёрная пешка | c9 чёрная пешка | d9 чёрная пешка      | e9 чёрный канцлер           | f9 чёрный канцлер             | g9 чёрная пешка        | h9 чёрная пешка | i9 чёрная пешка | j9 чёрная пешка  | 9  |  |
| 8  | a8               | b8              | c8              | d8                   | e8 чёрная пешка             | f8 чёрная пешка               | g8                     | h8              | i8              | j8               | 8  |  |
| 7  | a7               | b7              | c7              | d7                   | e7                          | f7                            | g7                     | h7              | i7              | j7               | 7  |  |
| 6  | a6               | b6              | c6              | d6                   | e6                          | f6                            | g6                     | h6              | i6              | j6               | 6  |  |
| 5  | a5               | b5              | c5              | d5                   | e5                          | f5                            | g5                     | h5              | i5              | j5               | 5  |  |
| 4  | a4               | b4              | c4              | d4                   | e4                          | f4                            | g4                     | h4              | i4              | j4               | 4  |  |
| 3  | a3               | b3              | c3              | d3                   | e3 белая пешка              | f3 белая пешка                | g3                     | h3              | i3              | j3               | 3  |  |
| 2  | a2 белая пешка   | b2 белая пешка  | c2 белая пешка  | d2 белая пешка       | e2 белый канцлер            | f2 белый канцлер              | g2 белая пешка         | h2 белая пешка  | i2 белая пешка  | j2 белая пешка   | 2  |  |
| 1  | a1 белая ладья   | b1 белый конь   | c1 белый слон   | d1 белый архиепископ | e1 белый перевёрнутый ферзь | f1 белый король               | g1 белый ферзь         | h1 белый слон   | i1 белый конь   | j1 белая ладья   | 1  |  |
|    | a                | b               | c               | d                    | e                           | f                             | g                      | h               | i               | j                |    |  |

Великие шахматы (Great Chess) — исторический вариант шахмат, на доске 10×10 клеток, с тремя дополнительными фигурами (жираф, визирь, боевая машина).

## История
Данный вариант шахмат описан в [каком?] индийском манускрипте XVIII века. Время появления игры неизвестно в точности, можно лишь предполагать, что игра появилась как минимум в средние века, поскольку ходы классических фигур соответствуют ходам европейских шахмат, какими они сформировались к XIII—XV векам, а не более ранним, заимствованным из шатранджа. Превращение пешки, ограниченное только одной фигурой — ферзём, а также отсутствие рокировки и длинного первого хода пешки могут быть следствием заимствования ранних вариантов европейских шахмат (все эти три правила появились в европейских шахматах позже, чем изменились правила хода фигур), но они могут быть и результатом почему-то сделанного сознательного выбора разработчиков игры, так что появление игры можно датировать лишь очень приблизительно — промежутком от XII до XVIII века. Одни источники утверждают, что игра была изобретена в Индии, другие называют её родиной Турцию.
По некоторым сведениям, великие шахматы были одной из любимых игр Тамерлана.

## Доска, фигуры и начальное расположение
Игра ведётся на квадратной доске размером 10x10 полей. Каждый игрок имеет набор из 22 фигур:
- король — 1;
- генерал (ферзь) — 1;
- жираф — 1;
- визирь — 1;
- конь — 2;
- слон — 2;
- ладья — 2;
- боевая машина — 2;
- пешка — 10.

Начальная расстановка фигур показана на диаграмме.
Белые
Король f1; жираф e1; визирь d1; генерал g1; ладьи a1, j1; кони b1, i1; слоны c1, h1; боевые машины e2, f2; пешки a2, b2, c2, d2, e3, f3, g2, h2, i2, j2.
Чёрные
Король e10; жираф f10; визирь g10, генерал d10; ладья a10, j10; кони b10, i10; слоны c10, h10; боевые машины e9, f9; пешки a9, b9, c9, d9, e8, f8, g9, h9, i9, j9.
Примечательная особенность расстановки, отличающая данный вариант от большинства вариантов шахмат: позиции белых и чёрных не зеркально-симметричные, а центрально-симметричные, порядок расстановки фигур относительно игрока не зависит от цвета.
Следует учитывать некоторую условность приведённой диаграммы в части обозначений неклассических фигур. Поскольку для жирафа, визиря и боевой машины данного варианта шахмат нет общепринятых шахматных обозначений, на диаграмме были использованы:
- Для жирафа —  — перевёрнутое изображение ферзя, которое иногда используется в литературе для обозначения фигуры «магараджа», также объединяющей ходы ферзя и коня.

## Правила игры
Король, пешка, генерал, слон, конь, ладья имеют те же ходы, что в классических шахматах (генерал ходит как ферзь). Отличия и дополнения в правилах ходов следующие:
- Пешка не может делать первый ход на два поля. Соответственно, отсутствует и взятие на проходе.
- Пешка, достигнувшая последней горизонтали, превращается только в генерала (ферзя).
- Рокировка отсутствует.
- жираф совмещает ходы ладьи, слона и коня, или, что то же самое, ферзя и коня (аналогичная фигура в других вариантах шахмат называется ещё магараджа);
- визирь совмещает ходы слона и коня (соответствует архиепископу в шахматах Капабланки);
- боевая машина совмещает ходы ладьи и коня (соответствует канцлеру в шахматах Капабланки).

Партию начинают белые. Ходы делаются по очереди. Выигрыш достигается постановкой мата королю противника. Ничья возможна, если ни один из игроков не может поставить мат имеющимися у него фигурами. Правила в отношении пата неизвестны.